# 忠岡站
忠岡站（日语：／ Tadaoka eki */?）是南海電氣鐵道（南海電鐵）的鐵路車站，位於大阪府泉北郡。

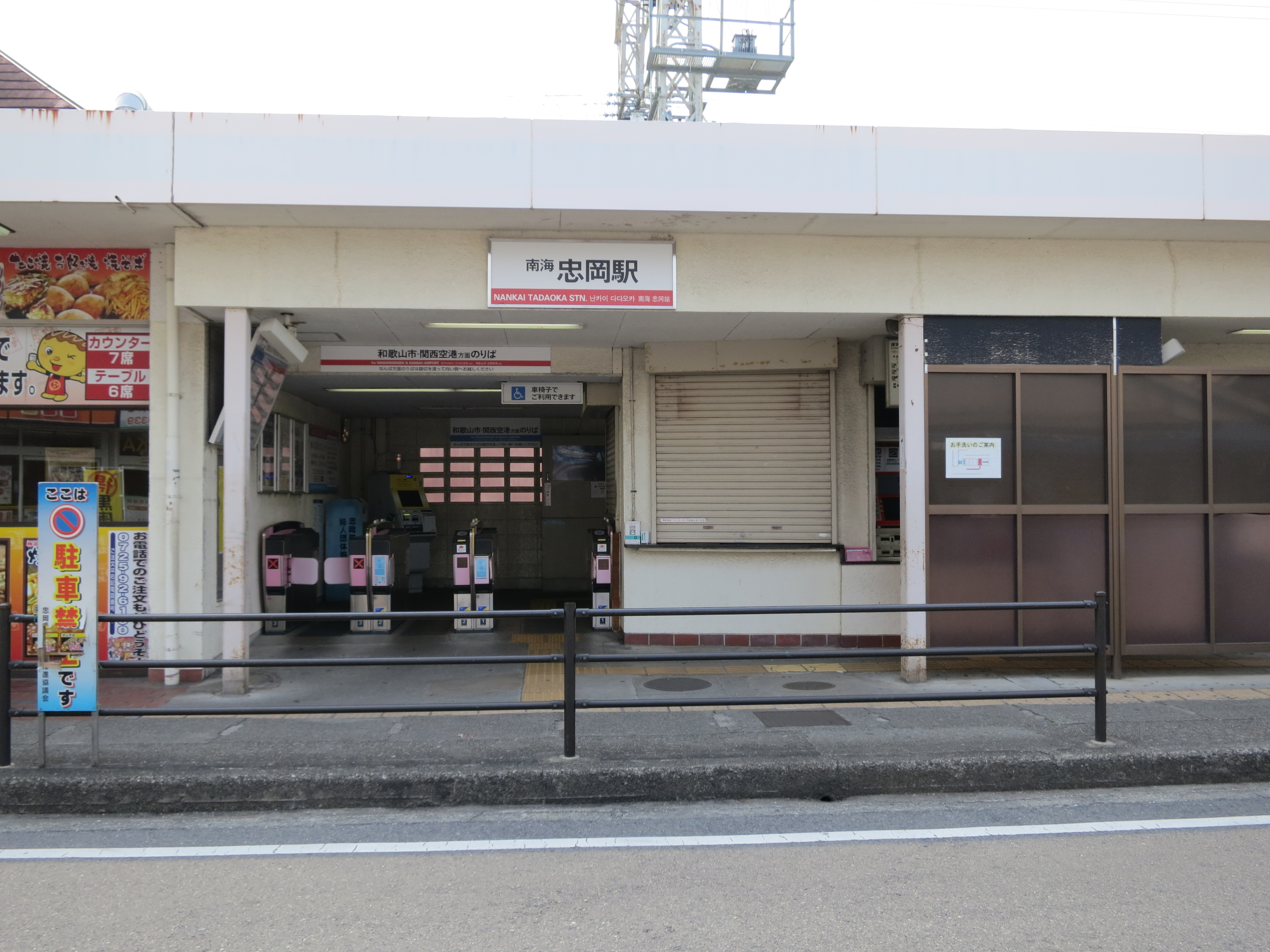
東口(2019年4月)

## 歷史
- 1925年（大正11年）7月11日 - 此站啟用。
- 1944年（昭和19年）6月1日 - 車站因公司合併成為近畿日本鐵道之車站。
- 1947年（昭和22年）6月1日 - 車站因業權轉讓重新成為南海電氣鐵道之車站。

## 構造
對向式月台2面2線的地面車站。

### 月台配置
| 月台 | 路線   | 方向 | 目的地                              |
| ---- | ------ | ---- | ----------------------------------- |
| 1    | 南海線 | 下行 | 和歌山市方向 （機場線）關西機場方向 |
| 2    | 南海線 | 上行 | 難波方向                            |

## 相鄰車站
南海電氣鐵道
南海本線
■特急南方、■急行、■機場急行、■區間急行
通過
■準急（只限往難波運行）、■普通
泉大津（NK20）－忠岡（NK21）－春木（NK22）

## 外部連結
- 忠岡 - 南海電氣鐵道（日語）